# Efraín del desierto
La Ciudad de Efraín o Efraín del desierto (en griego : τὴν χώραν ἐγγὺς τῆς ἐρήμου, εἰς Ἐφραὶμ λεγομένην πόλιν ) es una ciudad o aldea en Judea a la que se hace referencia en el Nuevo Testamento en el Evangelio de Juan ( Juan 11:54 ). Según la narración bíblica, después de que  Jesús resucitó a  Lázaro de entre los muertos, los fariseos y los principales sacerdotes comenzaron a conspirar para matar a Jesús, por lo que se retiró a Efraín con sus discípulos. Partieron de Efraín poco antes de la Pésaj final de Jesús y llegaron a Betania, seis días antes de la Pascua (Juan 12: 1).
La Nueva Biblia del rey Jacobo y la Biblia en inglés mundial llaman a Efraín una "ciudad", mientras que la Nueva Versión Internacional y la Nueva Traducción Viviente la llaman "aldea".
Efraín estaba ubicado en la región montañosa salvaje y sin cultivar a trece millas al noreste de Jerusalén , encaramado en una eminencia conspicua y con una vista extensa entre las ciudades centrales y el valle del Jordán. Probablemente sea el mismo lugar que Ofrá ( Josué 18:23 ), Efrón ( 2 Crónicas 13:19 ) y la moderna ciudad palestino - cristiana de Taybeh.